# Trioceros bitaeniatus
Espèce
Synonymes
- Chamaeleo bitaeniatus Fischer, 1884

Statut de conservation UICN

 LC  : Préoccupation mineure
Statut CITES
Trioceros bitaeniatus est une espèce de sauriens de la famille des Chamaeleonidae. Cette espèce effectue une reproduction vivipare, donc met au monde des petits en vie.

## Répartition
Cette espèce se rencontre dans le nord-est du Congo-Kinshasa, en Tanzanie, au Kenya, en Ouganda, au Soudan du Sud, en Éthiopie et en Somalie.

## Publication originale
- Fischer, 1884 : Über einige afrikanische Reptilien, Amphibien und Fische des Naturhistorischen Museums I. Über die von Herrn Dr. G.A. Fischer in Massai Gebiete (Ost Afrika) auf seiner in Veranlassung der geographischen Gesellschaft in Hamburg unternommenen Expeditio Jahrb. Jahrbuch der Hamburgischen Wissenschaftlichen Anstalten, vol. 1, p. 1-32 (texte intégral).